# Velo-dog
La Velo-Dog (o Velodog) è una rivoltella tascabile di piccolo calibro fabbricata da Charles Françoise Galand, di Parigi a partire dal 1894 e fino agli anni immediatamente precedenti la prima guerra mondiale. La denominazione deriva dal nome francese velocipède (bicicletta) e da quello inglese dog (cane). Lo scopo per il quale l'arma fu pubblicizzata era infatti non tanto la difesa personale generica quanto la difesa specifica contro i cani da parte dei ciclisti. In quegli anni chi si avventurava, infatti, fuori delle città con il proprio velocipede poteva incorrere nelle sgradite attenzioni dei molti cani randagi che popolavano le campagne e, secondo Galand, poteva difendersi a rivoltellate.

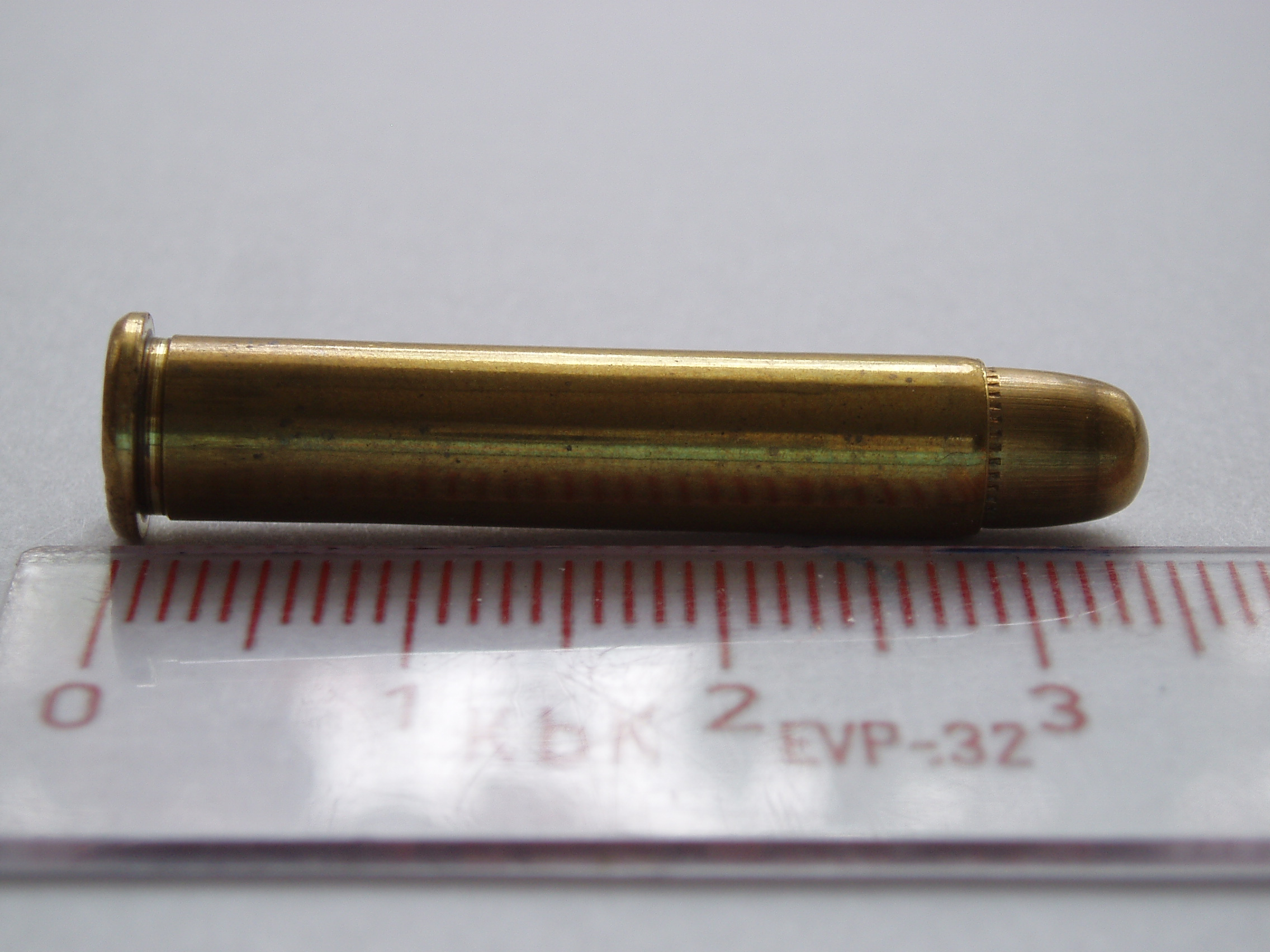
La cartuccia "Velo-dog 5,5 mm". (in realtà 5,75 mm.) con palla corazzata

## Caratteristiche tecniche
L'arma, a sola doppia azione,  era di piccolissime dimensioni, aveva il telaio aperto superiormente ed aveva un tamburo capace di contenere cinque cartucce calibro “Velo-dog 5,5 mm” (in realtà 5,75 mm.), a percussione centrale. La canna era corta ed il cane coperto per agevolare l'estrazione dalla tasca. L'apertura per il caricamento era ottenuta mediante il basculamento in basso del complesso canna-tamburo. Ogni esemplare recava il marchio "GALAND ARMS FACTORY PARIS". Successivamente la fabbrica mise in commercio anche modelli a telaio chiuso e con basculamento laterale (a destra) del tamburo.
Le cartucce di uso più comune erano caricate a palla corazzata da 45 grani (poco meno di 3 grammi) ma si potevano acquistare anche munizioni caricate con grani di pepe o sale, per coloro che non volevano uccidere gli animali. L'energia del proiettile era paragonabile a quella ottenibile da una moderna cartuccia di calibro .22 corto.

## Storia
Il primo esemplare uscì dalla fabbrica di Parigi nel 1894 ma presto questo modello di arma fu copiato da altre Case e, più o meno modificato (ad esempio con grilletto pieghevole e senza ponticello), si diffuse in tutta l'Europa e particolarmente in Spagna ed in Belgio. Date le piccole dimensioni e la conseguente facile occultabilità, il revolver fu naturalmente usato anche per la difesa personale generica con calibri più potenti come il .22 lungo o il 6,35 mm. Tuttavia molte Case mantennero la denominazione originale di Velo-dog ed i revolver dotati di caratteristiche simili (piccolissime dimensioni, cane interno e piccolo calibro) sono ancora così chiamati da molti collezionisti di armi da fuoco.